# Jocs de la Lusofonia
Els Jocs de la Lusofonia (en portuguès Jogos da Lusofonia) són una competició esportiva organitzada per l'ACOLOP, que inclou atletes del món de la lusofonia (de parla portuguesa), és a dir, aquells que pertanyen a la CPLP (Comunitat de Països de Parla Portuguesa).

## Edicions
| Edició | Any  | Seu              | Esportistes         | Països              | Líder Medaller      |
| ------ | ---- | ---------------- | ------------------- | ------------------- | ------------------- |
| I      | 2006 | Macau, Xina      | 733                 | 11                  | Brasil              |
| II     | 2009 | Lisboa, Portugal | 1300                | 12                  | Brasil              |
| III    | 2014 | Goa, Índia       | 7000                | 12                  | Índia               |
| IV     | 2017 | Maputo, Moçambic | Edició cancel·lada. | Edició cancel·lada. | Edició cancel·lada. |
| V      | 2021 | Luanda, Angola   |                     |                     |                     |

## Països participants
Països que ja hi han participat:
- Angola 2006
- Brasil 2006
- Cap Verd 2006
- Guinea Equatorial 2009
- Guinea Bissau 2006
- Índia 2006
- Macau (Xina) 2006
- Moçambic 2006
- Portugal 2006

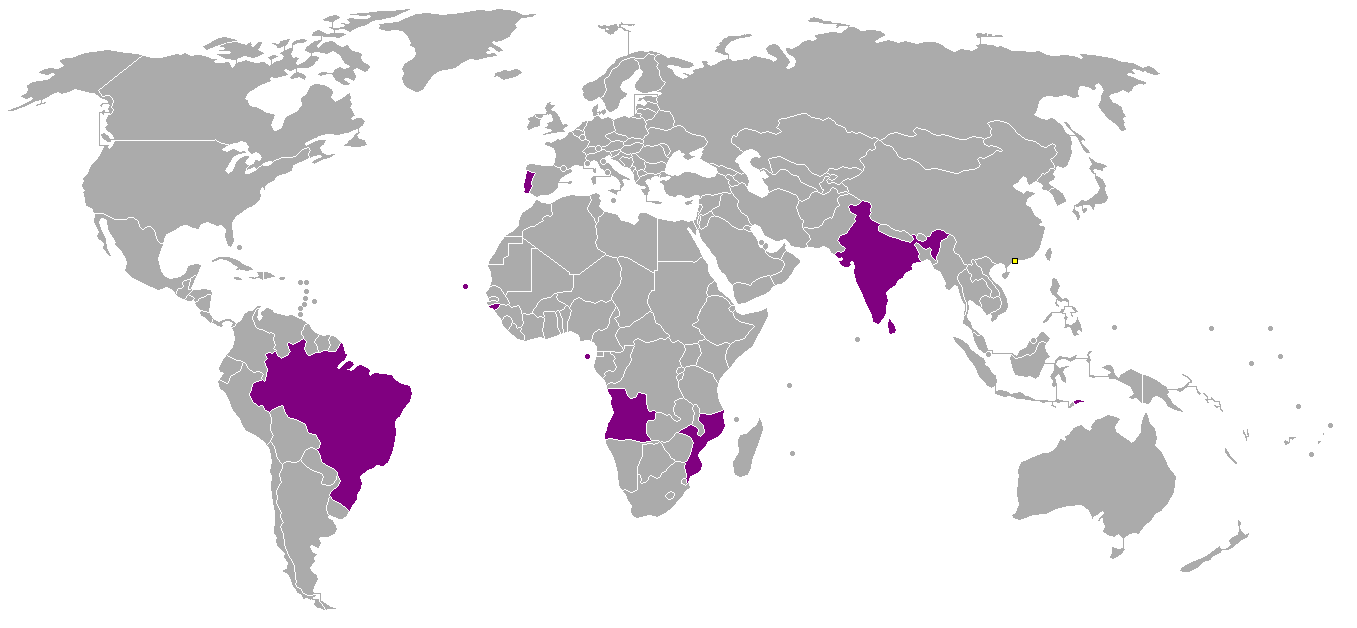
Països participants a la primera edició dels jocs.

- São Tomé i Príncipe 2006
- Sri Lanka 2006
- Timor Oriental 2006

Galícia, terra on es va originar la llengua portuguesa i on el portuguès és oficial amb el nom de "gallec" va ser convidada a participar en els Jocs, encara que va restar fora dels mateixos per causa del desinterès del govern autònom.

## Esports

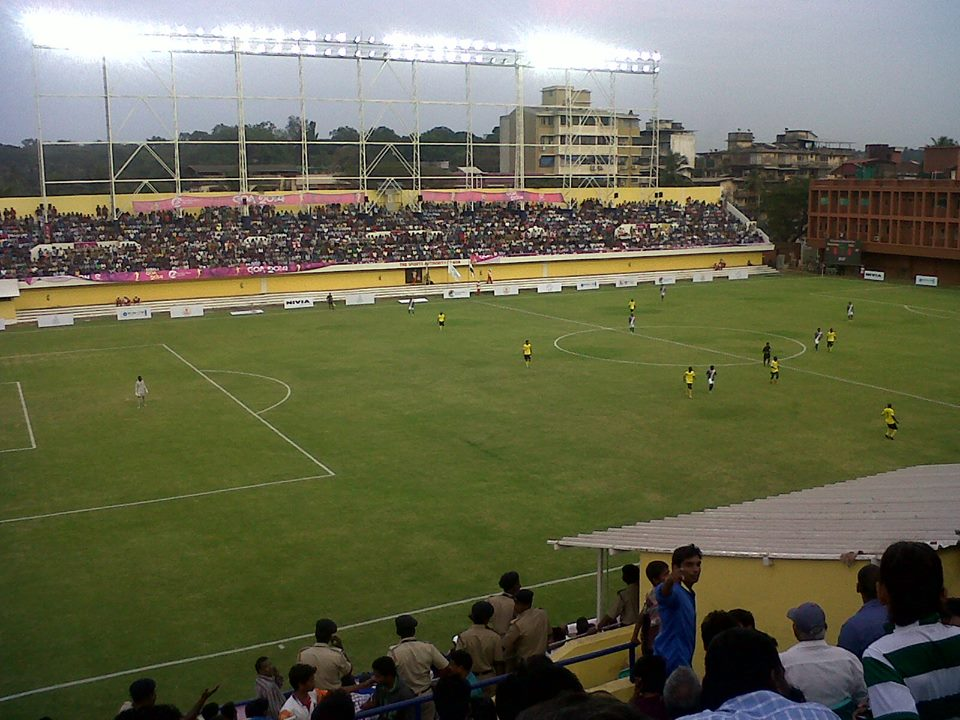
Partit de futbol: Ínida - Moçambic, durant els Jocs de 2014 a l'estadi Tilak Maidan, Goa, Índia.

De moment no hi ha cap normativa sobre la llista d'esports que s'haurien d'incloure a la programació dels Jocs. Els esports escollits per a la 1a edició van ser debatuts i deliberats pels socis de l'ACOLOP en assemblea general, però sense cap principi d'esports futurs 'nuclears' i 'rotatius' d'una llista d'aprovats.
No obstant això, el 14 d'octubre de 2006, el president del comitè organitzador dels Jocs de la Lusofonia 2009, José Vicente de Moura, va esmentar la possibilitat que l'ACOLOP proposés quatre o cinc esports bàsics per a cada futura edició, més la prerrogativa del país amfitrió de proposar tres de quatre més fins a un màxim de nou esports. A l'edició de 2009 (Lisboa) van participar 1500 atletes de 12 països. En el torneig de futbol van competir cinc seleccions nacionals sub-20.
- Atletisme
- Bàdminton
- Bàsquet
- Bàsquet 3x3
- Ciclisme
- Esports aquàtics:
  - Natació
  - Natació en aigües obertes
  - Natació sincronitzada
  - Salts
  - Waterpolo
- Esports adaptats
- Futbol
- Futbol sala
- Golf
- Gimnàstica
- Halterofília
- Judo
- Lluita lliure
- Taekwondo
- Tennis
- Tennis taula
- Tir esportiu
- Triatló
- Vela
- Voleibol
- Vòlei platja
- Windsurf
- Wushu